# Ellen Corby
Ellen Corby (* 3. Juni 1911 in Racine, Wisconsin; † 14. April 1999 in Los Angeles, Kalifornien; eigentlich Ellen Hansen) war eine US-amerikanische Schauspielerin. Bekannt wurde sie einem weltweiten Publikum vor allem durch ihre Rolle der „Grandma“ Esther Walton in der US-Serie Die Waltons. Für die darstellerische Leistung in dieser Serie wurde sie mit insgesamt drei Emmy Awards und einem Golden Globe Award ausgezeichnet.

## Leben und Karriere
Ellen Corby wurde als Ellen Hansen als Tochter dänischer Einwanderer in Racine, Wisconsin, geboren. Aufgewachsen ist sie in Philadelphia. 1932 begann ihre Karriere in Atlantic City als Chorsängerin bei einem Laientheater. Im selben Jahr zog sie nach Hollywood, erhielt allerdings in der Folgezeit nur Komparsen- und Statistenrollen. Um sich finanziell über Wasser zu halten, nahm sie eine Anstellung als Script Girl bei RKO und später bei den Hal-Roach-Studios an. 1944 kündigte sie die Anstellung als Script Girl, um sich wieder als Schauspielerin zu versuchen, und nahm Schauspielunterricht am Pasadena Playhouse. Da sie nie als Hollywoodschönheit galt, spielte sie schon seit Beginn ihrer Karriere häufig altjüngferliche oder schrullige Damen, wobei ihr Spielalter häufig deutlich über ihrem eigentlichen Alter lag.
1949 wurde sie für ihre Darstellung der Tante Trina in dem Film Geheimnis der Mutter in der Kategorie „Beste Nebendarstellerin“ mit dem Golden Globe ausgezeichnet und in derselben Kategorie für den Oscar nominiert, der jedoch bei der Preisverleihung dann an Claire Trevor ging. Dieser erste Erfolg ließ die Größe ihrer Rollen etwas anwachsen, sie blieb aber im Kino stets Nebendarstellerin. Zu den bekanntesten Filmen, in denen sie auftrat, gehören Frank Capras Ist das Leben nicht schön?, Billy Wilders Sabrina und Alfred Hitchcocks Vertigo – Aus dem Reich der Toten. Neben zahlreichen Filmen war sie auch, unter anderem in komischen Rollen, in zahlreichen TV-Produktionen zu sehen; sie trat in der Andy Griffith Show auf und spielte in Serien wie Polizeibericht oder Perry Mason mit.
Einem breiten Publikum wurde Corby schließlich vor allem durch ihre Rolle der „Grandma“ Esther Walton in der US-Serie Die Waltons (1972–1981) bekannt. Für ihre darstellerische Leistung in dieser Serie wurde sie mit insgesamt drei Emmy Awards und einem Golden Globe ausgezeichnet. Von 1934 bis 1944 war sie mit Francis Corby verheiratet; das Paar hatte keine Kinder und das blieb auch ihre einzige Ehe. Nach einem Schlaganfall im November 1976, der ihr Sprachzentrum beeinträchtigte, konnte sie nur noch sporadisch in Die Waltons mitwirken. Die Drehbuchautoren schrieben die Krankheit kurzerhand in die Serie, um ihren Zustand zu erklären. Ab 1978 tauchte sie nur noch sporadisch in der Serie auf und wurde 1980 ganz aus der Serie gestrichen. Bei den späteren Fernsehspecials der Waltons wirkte sie allerdings wieder mit, ihre letzte Rolle war die Grandma Esther Walton in dem Fernsehfilm A Walton Easter (1997).
Ellen Corby starb im Alter von 87 Jahren im Motion Picture & Television Country House and Hospital in Woodland Hills, einem Stadtteil von Los Angeles. Ihr Grab befindet sich auf dem Prominentenfriedhof Forest Lawn Memorial Park in Glendale, Kalifornien.

## Filmografie (Auswahl)

### Kino
- 1933: Storm at Daybreak
- 1933: Rafter Romance
- 1933: Die Wüstensöhne (Sons of the Desert)
- 1934: Rache ist süß (Babes in Toyland)
- 1934: Twisted Rails
- 1935: Speed Limited
- 1936: The Broken Coin
- 1945: Cornered
- 1946: Die Wendeltreppe (The Spiral Staircase)
- 1946: The Scarlet Horseman
- 1946: Morgen und alle Tage (From This Day Forward)
- 1946: Feind im Dunkel (The Dark Corner)
- 1946: Der Bandit von Sacramento (In Old Sacramento)
- 1946: Schwester Kenny (Sister Kenny)
- 1946: The Locket
- 1946: Ist das Leben nicht schön? (It’s a Wonderful Life)
- 1947: Born to Kill
- 1947: Die lange Nacht (The Long Night)
- 1947: Liebe auf den zweiten Blick (Living in a Big Way)
- 1947: So einfach ist die Liebe nicht (The Bachelor and the Bobby-Soxer)
- 1947: Der parfümierte Killer (Railroaded!)
- 1947: Amber, die große Kurtisane (Forever Amber)
- 1948: Geheimnis der Mutter (I Remember Mama)
- 1948: Strick am Hals (The Noose Hangs High)
- 1949: Kleine tapfere Jo (Little Women)
- 1949: Panik um King Kong (Mighty Joe Young)
- 1949: Madame Bovary und ihre Liebhaber (Madame Bovary)
- 1950: Käpt’n China (Captain China)
- 1950: Frauengefängnis (Caged)
- 1950: Der Scharfschütze (The Gunfighter)
- 1950: Verliebt, verlobt, verheiratet (Peggy)
- 1950: Auf des Schicksals Schneide (Edge of Doom)
- 1950: Die Lügnerin (Harriet Craig)
- 1951: SOS – Zwei Schwiegermütter (The Mating Season)
- 1951: Goodbye, My Fancy
- 1951: Romanze mit Hindernissen (On Moonlight Bay)
- 1951: Hochzeitsparade (Here Comes the Groom)
- 1951: Strandräuber in Florida (The Barefoot Mailman)
- 1951: Der Seewolf von Barracuda (The Sea Hornet)
- 1952: Für eine Handvoll Geld (The Big Trees)
- 1952: Monsun (Monsoon)
- 1953: Am Tode vorbei (Woman They Almost Lynched)
- 1953: Mein großer Freund Shane (Shane)
- 1953: Geknechtet (The Vanquished)
- 1954: Eine Nacht mit Susanne (Susan Slept Here)
- 1954: Sabrina
- 1955: Meet Mr. McNutley (Fernsehserie, Folge 2x24)
- 1955: Schakale der Unterwelt (Illegal)
- 1956: Straße des Verbrechens (Slightly Scarlet)
- 1956: Im Lande Zorros (Stagecoach to Fury)
- 1957: Befiehl du deine Wege (All Mine to Give)
- 1957: Hongkong war ihr Schicksal (The Seventh Sin)
- 1957: Die Uhr ist abgelaufen (Night Passage)
- 1958: Vertigo – Aus dem Reich der Toten (Vertigo)
- 1958: Macabre
- 1960: Besuch auf einem kleinen Planeten (Visit to a Small Planet)
- 1961: Die unteren Zehntausend (Pocketful of Miracles)
- 1963: Frauen, die nicht lieben dürfen (The Caretakers)
- 1963: Vier für Texas (4 for Texas)
- 1964: Der Würger von Boston (The Strangler)
- 1964: Wiegenlied für eine Leiche (Hush… Hush, Sweet Charlotte)
- 1965: Das Familienjuwel (The Family Jewels)
- 1966: Die Todes-Ranch (The Night of the Grizzly)
- 1966: Spion in Spitzenhöschen (The Glass Bottom Boat)
- 1967: Die abenteuerliche Reise ins Zwergenland (The Gnome-Mobile)
- 1968: Große Lüge Lylah Clare (The Legend of Lylah Clare)
- 1968: Ein feines Pärchen (Ruba al prossimo tuo...)
- 1971: Latigo (Support Your Local Gunfighter)
- 1972: Flucht in die Wildnis (Napoleon and Samantha)

### Fernsehen
- 1955–1960: Alfred Hitchcock präsentiert (Alfred Hitchcock Presents, 4 Folgen)
- 1956: I Love Lucy (Folge 6x03)
- 1958: Bronco (Folge 1x03)
- 1958: Der Texaner (The Texan, Folge 1x14)
- 1958–1959: Trackdown (24 Folgen)
- 1959: 77 Sunset Strip (Folge 1x21)
- 1959: Peter Gunn (Folge 1x31)
- 1959: Perry Mason (Folge 2x26)
- 1960/1961: Am Fuß der blauen Berge (Laramie, 2 Folgen)
- 1960/1961: Westlich von Santa Fé (The Rifleman, 2 Folgen)
- 1960/1963: Bonanza (2 Folgen)
- 1961–1968: Lassie (4 Folgen)
- 1962: Cheyenne (Folge 7x01)
- 1964: The Beverly Hillbillies (Folge 3x09)
- 1964: Die Leute von der Shiloh Ranch (The Virginian, Folge 3x11)
- 1964: Alfred Hitchcock zeigt (The Alfred Hitchcock Hour, Folge 3x11)
- 1965: The Addams Family (Folge 1x17)
- 1965: Tammy, das Mädchen vom Hausboot (Tammy, Folge 1x04)
- 1966: Mini-Max (Get Smart, Folge 1x21)
- 1966: Auf der Flucht (The Fugitive, 2 Folgen)
- 1966: Laredo (Folge 2x08)
- 1966–1970: FBI (The F.B.I., 6 Folgen)
- 1967: Immer wenn er Pillen nahm (Mr. Terrific, Folge 1x03)
- 1967: Big Valley (The Big Valley, Folge 3x09)
- 1968: Batman (Folge 3x24)
- 1968: High Chaparral (The High Chaparral, Folge 2x04)
- 1968: Hawaii Fünf-Null (Hawaii Five-O, Folge 1x10)
- 1969: Der Chef (Ironside, Folge 2x16)
- 1969/1971: Adam-12 (2 Folgen)
- 1970: The Bill Cosby Show (Folge 2x05)
- 1971: Männerwirtschaft (The Odd Couple, Folge 1x24)
- 1971: Der Stich ins Wespennest (Cannon, Fernsehfilm)
- 1971: A Tattered Web (Fernsehfilm)
- 1971: The Homecoming: A Christmas Story (Fernsehpilotfilm für Die Waltons)
- 1972: Night Gallery (Folge 3x03)
- 1972–1980: Die Waltons (The Waltons, Fernsehserie, 126 Folgen)
- 1981: All the Way Home (Fernsehfilm)
- 1982: Die Waltons: Hochzeit mit Hindernissen (A Wedding on Walton’s Mountain) (Fernsehfilm)
- 1982: Die Waltons: Ein großer Tag für Elizabeth (A Day for Thanks on Walton’s Mountain) (Fernsehfilm)
- 1993: Die Waltons: Das Familientreffen der Waltons (A Walton Thanksgiving Reunion) (Fernsehfilm)
- 1995: Die Waltons: Eine Walton-Hochzeit (A Walton Wedding) (Fernsehfilm)
- 1997: Die Waltons: Nachwuchs für John Boy (A Walton Easter) (Fernsehfilm)

## Auszeichnungen
- 1949: Golden Globe Award als „Beste Nebendarstellerin“ in dem Film Geheimnis der Mutter
- 1973: Primetime Emmy Award als „Beste Nebendarstellerin in einer Dramaserie“ für ihre Darstellung der Esther Walton in Die Waltons
- 1974: Golden Globe Award als „Beste Nebendarstellerin in einer Serie, Mini-Serie oder TV-Film“ für ihre Darstellung der Esther Walton in Die Waltons
- 1975: Primetime Emmy Award als „Beste Nebendarstellerin in einer Dramaserie“ für ihre Darstellung der Esther Walton in Die Waltons
- 1976: Primetime Emmy Award als „Beste Nebendarstellerin in einer Dramaserie“ für ihre Darstellung der Esther Walton in Die Waltons